# IK Comet
IK Comet – norweski klub hokejowy z siedzibą w Halden.